# Corbetta (sommet)
Pour les articles homonymes, voir Corbetta.
Corbetta est un sommet des Préalpes fribourgeoises, en Suisse, culminant à 1 401 mètres d'altitude.

## Toponymie
Son nom signifierait « petite croupe onduleuse ». Jusqu'en 1892, sur les cartes topographiques, le sommet était appelé Mont Corbettes.

## Géographie

### Situation
Ce sommet se trouve dans les Préalpes fribourgeoises, il marque la limite entre le Plateau suisse et le début des Alpes. Il est situé à 5 km à l'ouest d'une ligne de crête dominant la rive gauche de la Sarine.

### Hydrographie
Au nord, coule la Veveyse de Châtel et au sud la Veveyse de Fégire, toutes deux alimentant la Veveyse qui se jette dans le lac Léman. Sur le flanc oriental de Corbetta se trouve le lac des Joncs.

## Activités
Sur ses versants nord et ouest se trouve la station de ski des Paccots. Trois téléskis acheminent les skieurs au sommet de Corbetta.